# Zygonyx torridus
Zygonyx torridus é uma espécie de libelinha da família Libellulidae.
Pode ser encontrada nos seguintes países: Argélia, Angola, Benim, Botswana, Burkina Faso, Camarões, Comores, República do Congo, Costa do Marfim, Egito, Etiópia, Gâmbia, Gana, Guiné, Quénia, Libéria, Malawi, Mali, Maurícia, Marrocos, Moçambique, Namíbia, Nigéria, República Centro-Africana, Reunião, Serra Leoa, África do Sul, Sudão, Tanzânia, Togo, Uganda, Zâmbia, Zimbabwe e possivelmente no Burundi.
Os seus habitats naturais são: rios.